# Монгуш Кежик Мерген-оолович
Кежик Мерген-оолович Монгуш — Мастер спорта России по кикбоксингу, выпускник 2018 г. Тувинского государственного университета.

## Биография
Родился 21 июля 1995 года в г. Кызыле. Закончил Тувинский государственный университет в 2018 году Факультет физической культуры и спорта, направление подготовки "Физическая культура для лиц с отклонениями в состоянии здоровья (АФК) (адаптивная физическая культура). Участник конкурса «Лучший выпускник ТувГУ-2018 г.», Победитель номинации «Спорт-2018». Звание Мастер спорта России присвоено в 2013 году.

## Профессиональные спортивные достижения среди молодежи
- 1. Победитель России, 2011 г., Омск;
- 2. Победитель России, 2012 г., Соликамск;
- 3. Победитель России, 2013 г., Нижний-Тагил;
- 4. Серебряный призёр Первенство Европы, 2011 г., Италия;
- 5. Победитель Первенство Мира, 2012 г., Словакия;
- 6. Бронзовый призёр Первенства Европы, среди молодежи, 2013 г.

## Профессиональные спортивные достижения среди мужчин
- 1. Чемпион России, 2016 г., Омск;
- 2. Чемпион Европы, 2016 г., Словения;
- 3. Чемпион России, 2017 г., Грозный;
- 4. Чемпион Мира, 2017 г., Венгрия, Будапешт;
- 5. Чемпион России, 2018 г., Ялта.
- 6. Чемпион Европы (2018 г.);